# Araneus angulatus
Araneus angulatus là một loài nhện được tìm thấy trong miền Cổ bắc. Nó giống như con nhện vườn châu Âu, araneus diadematus, nhưng có nốt đặc biệt trên bụng của nó. Loài này lần đầu tiên được miêu tả trong Aranei Svecici năm 1757, nơi nó được mô tả loài đầu tiên, tên khoa học đầu tiên araneus angulatus hoặc một con vật vẫn còn trong sử dụng.
Araneus angulatus được tìm thấy trên một phạm vi địa lý rộng trong miền Cổ bắc. Nó phổ biến rộng rãi ở châu Âu, mặc dù hiếm ở Bắc Âu. A. angulatus là hiếm ở Vương quốc Anh, nơi nó được giới hạn trong khu vực gần bờ biển miền Nam nước Anh.

## Phân loài
Loài này có các phân loài sau:
- Araneus angulatus afolius
- Araneus angulatus atricolor
- Araneus angulatus castaneus
- Araneus angulatus crucinceptus
- Araneus angulatus fuscus
- Araneus angulatus iberoi
- Araneus angulatus levifolius
- Araneus angulatus niger
- Araneus angulatus nitidifolius
- Araneus angulatus pallidus
- Araneus angulatus personatus
- Araneus angulatus serifolius